# Leo Bosschart
Leo Bosschart (né le 24 août 1888 à Banda Aceh et mort le 9 mai 1951 à Hoboken) est un footballeur international néerlandais. Il participe aux Jeux olympiques d'été de 1920, remportant la médaille de bronze avec les Pays-Bas.

## Biographie
Leo Bosschart reçoit 19 sélections en équipe des Pays-Bas entre 1909 et 1920, inscrivant un but.
Il joue son premier match en équipe nationale le 11 décembre 1909, contre l'Angleterre (défaite 9-1 à Londres). Il inscrit son premier (et dernier) but le 9 mars 1913, contre la Belgique (match nul 3-3 à Anvers).
Il participe aux Jeux olympiques d'été de 1920 organisés en Belgique. Lors du tournoi olympique, il joue quatre matchs : contre le Luxembourg, la Suède, la Belgique, et enfin l'Espagne.
A six reprises, il officie comme capitaine de la sélection néerlandaise.

## Palmarès

### Jeux olympiques
- Jeux olympiques de 1920 :
  -  Médaille de bronze.